# Madagascar nos Jogos Olímpicos de Verão de 1984
Madagascar competiu nos Jogos Olímpicos de Verão de 1984 em Los Angeles, Estados Unidos.

## Resultados por Evento

### Atletismo
400 m masculino
- Arsene Randriamahazoman
  - Eliminatórias — 48.86 (→ não avançou)

Maratona masculina
- Jules Randrianarivelo — 2:43:05 (→ 72º lugar)